# Khúc côn cầu trên cỏ tại Thế vận hội Mùa hè 2016 – Giải đấu Nữ
Giải đấu khúc côn cầu trên cỏ nữ tại Thế vận hội Mùa hè 2016 là lần thứ 10 môn khúc côn cầu trên cỏ dành cho nữ được tổ chức tại Thế vận hội Mùa hè. Giải diễn ra trong 14 ngày bắt đầu từ ngày 6 tháng 8, và kết thúc với trận chung kết vào ngày 19 tháng 8. Tất cả các trận đấu được diễn ra tại Trung tâm khúc côn cầu Olympic ở Deodoro, Rio de Janeiro, Brasil.
Vương quốc Liên hiệp Anh lần đầu tiên giành huy chương vàng sau khi đánh bại đương kim vô địch Hà Lan 2-0 trong loạt luân lưu sau khi hai đội hòa 3-3. Đức giành huy chương đồng sau khi đánh bại New Zealand 2-1.

## Lịch thi đấu
Lịch thi đấu của giải đấu nữ được công bố vào ngày 27 tháng 4 năm 2016.
| G | Vòng bảng | ¼ | Tứ kết | ½ | Bán kết | B | Huy chương đồng | F | Chung kết |

| Ngày→Nội dung↓ | T7 (6/8) | CN (7/8) | T2 (8/8) | T3 (9/8) | T4 (10/8) | T5 (11/8) | T6 (12/8) | T7 (13/8) | CN (14/8) | T2 (15/8) | T3 (16/8) | T4 (17/8) | T5 (18/8) | T6 (19/8) | T6 (19/8) |
| -------------- | -------- | -------- | -------- | -------- | --------- | --------- | --------- | --------- | --------- | --------- | --------- | --------- | --------- | --------- | --------- |
| Nữ             | G        | G        | G        |          | G         | G         | G         | G         |           | ¼         |           | ½         |           | B         | F         |

## Thể thức thi đấu
Mười hai đội tuyển được chia thành hai bảng, mỗi bảng sáu đội, thi đấu vòng tròn một lượt. Sau khi vòng bảng kết thúc, bốn đội đứng đầu mỗi bảng giành quyền vào vòng tứ kết. Hai đội thắng bán kết gặp nhau trong trận tranh huy chương vàng, còn hai đội thua bán kết gặp nhau trong trận tranh huy chương đồng.

## Vòng loại
Mỗi đội tuyển vô địch của năm châu lục được vào thẳng vòng chung kết. Chủ nhà không có mặt do đội tuyển nữ Brasil xếp dưới hạng 14 của bảng xếp hạng FIH World Rankings tính tới cuối năm 2014 cũng như xếp dưới vị trí thứ bảy tại Đại hội Thể thao Liên châu Mỹ 2015 (họ thậm chí không thể vượt qua vòng loại của giải này). Sự giới hạn việc tham gia cũng do trình độ của khúc côn cầu trên cỏ Brasil. Cùng với đó thì bảy đội xếp hạng cao nhất tại bán kết của FIH Hockey World League 2014-15 những chưa có suất tới Rio sẽ nhận các suất còn lại.
| Ngày                           | Sự kiện                                      | Địa điểm               | Vượt qua vòng loại |
| ------------------------------ | -------------------------------------------- | ---------------------- | ------------------ |
| 20 tháng 9 – 2 tháng 10, 2014  | Đại hội Thể thao châu Á 2014                 | Incheon, Hàn Quốc      | Hàn Quốc           |
| 10–21 tháng 6, 2015            | Bán kết Hockey World League 2014-15          | Valencia, Tây Ban Nha  | Trung Quốc         |
| 10–21 tháng 6, 2015            | Bán kết Hockey World League 2014-15          | Valencia, Tây Ban Nha  | Đức                |
| 10–21 tháng 6, 2015            | Bán kết Hockey World League 2014-15          | Valencia, Tây Ban Nha  | Argentina          |
| 10–21 tháng 6, 2015            | Bán kết Hockey World League 2014-15          | Valencia, Tây Ban Nha  | Tây Ban Nha2       |
| 20 tháng 6 – 5 tháng 7, 2015   | Bán kết Hockey World League 2014-15          | Antwerpen, Bỉ          | Hà Lan             |
| 20 tháng 6 – 5 tháng 7, 2015   | Bán kết Hockey World League 2014-15          | Antwerpen, Bỉ          | New Zealand        |
| 20 tháng 6 – 5 tháng 7, 2015   | Bán kết Hockey World League 2014-15          | Antwerpen, Bỉ          | Ấn Độ              |
| 20 tháng 6 – 5 tháng 7, 2015   | Bán kết Hockey World League 2014-15          | Antwerpen, Bỉ          | Nhật Bản           |
| 13–24 tháng 7, 2015            | Đại hội Thể thao Liên châu Mỹ 2015           | Toronto, Canada        | Hoa Kỳ             |
| 22–30 tháng 8, 2015            | Women's EuroHockey Nations Championship 2015 | Luân Đôn, Anh          | Anh Quốc1          |
| 21–25 tháng 10, 2015           | Cúp châu Đại Dương 2015                      | Stratford, New Zealand | Úc                 |
| 23 tháng 10 – 1 tháng 11, 2015 | Giải đấu vòng loại châu Phi 2015             | Randburg, Nam Phi      | —2                 |
| Tổng cộng                      | Tổng cộng                                    | Tổng cộng              | 12                 |

^1  – Thành phần gồm các tuyển thủ Anh
^2  – Nam Phi giành suất của châu Phi tuy nhiên Ủy ban Olympic và Liên đoàn thể thao Nam Phi (SASCOC) cùng Hiệp hội khúc côn cầu Nam Phi (SAHA) đã đi đến thỏa thuận về các tiêu chí loại đối với Thế vận hội Rio 2016 rằng Vòng loại châu Phi là chưa đủ và đội sẽ không tham gia giải. Do đó, Tây Ban Nha, đội chưa vượt qua vòng loại có xếp hạng cao nhất tại bán kết Giải khúc côn cầu nữ FIH thế giới 2014-15 là đội thay thế.

## Vòng bảng
Giờ địa phương là UTC-3.

### Bảng A
| VT | Đội         | ST | T | H | B | BT | BB | HS  | Đ  | Giành quyền tham dự |
| -- | ----------- | -- | - | - | - | -- | -- | --- | -- | ------------------- |
| 1  | Hà Lan      | 5  | 4 | 1 | 0 | 13 | 1  | +12 | 13 | Tứ kết              |
| 2  | New Zealand | 5  | 3 | 1 | 1 | 11 | 5  | +6  | 10 | Tứ kết              |
| 3  | Đức         | 5  | 2 | 1 | 2 | 6  | 6  | 0   | 7  | Tứ kết              |
| 4  | Tây Ban Nha | 5  | 2 | 0 | 3 | 6  | 12 | −6  | 6  | Tứ kết              |
| 5  | Trung Quốc  | 5  | 1 | 2 | 2 | 3  | 5  | −2  | 5  |                     |
| 6  | Hàn Quốc    | 5  | 0 | 1 | 4 | 3  | 13 | −10 | 1  |                     |

| 7 tháng 8 năm 2016 10:00 |

| New Zealand                                         | 4–1      | Hàn Quốc        |
| --------------------------------------------------- | -------- | --------------- |
| Pearce 10' · Harrison 19' · Flynn 21' · Webster 34' | Chi tiết | Kim Hyun-Ji 55' |

| Trọng tài: Fanneke Alkemade (Hà Lan) Soma Chieko (Nhật) |

| 7 tháng 8 năm 2016 12:30 |

| Hà Lan                                                   | 5–0      | Tây Ban Nha |
| -------------------------------------------------------- | -------- | ----------- |
| Welten 12' · Leurink 16' · Keetels 19' · Paumen 23', 49' | Chi tiết |             |

| Trọng tài: Amy Baxter (Hoa Kỳ) Amber Church (New Zealand) |

| 7 tháng 8 năm 2016 13:30 |

| Trung Quốc     | 1–1      | Đức     |
| -------------- | -------- | ------- |
| Bành Dương 28' | Chi tiết | Hahn 5' |

| Trọng tài: Melissa Trivic (Úc) Sarah Wilson (Anh Quốc) |

| 8 tháng 8 năm 2016 13:30 |

| New Zealand | 1–2      | Đức                         |
| ----------- | -------- | --------------------------- |
| Webster 10' | Chi tiết | Oldhafer 22' · Schröder 44' |

| Trọng tài: Soledad Iparraguiree (Argentina) Miao Lin (Trung Quốc) |

| 8 tháng 8 năm 2016 17:00 |

| Hà Lan                                          | 4–0      | Hàn Quốc |
| ----------------------------------------------- | -------- | -------- |
| Jonker 9', 30', 42' · Dirkse van den Heuvel 46' | Chi tiết |          |

| Trọng tài: Kelly Hudson (New Zealand) Sarah Wilson (Anh Quốc) |

| 8 tháng 8 năm 2016 19:30 |

| Tây Ban Nha | 0–2      | Trung Quốc                          |
| ----------- | -------- | ----------------------------------- |
|             | Chi tiết | Triệu Ngọc Điêu 8' · Bành Dương 25' |

| Trọng tài: Amber Church (New Zealand) Michelle Meister (Đức) |

| 10 tháng 8 năm 2016 10:00 |

| Tây Ban Nha  | 1–2      | New Zealand    |
| ------------ | -------- | -------------- |
| Petchame 60' | Chi tiết | Smith 22', 51' |

| Trọng tài: Irene Presenqui (Argentina) Elena Eskina (Nga) |

| 10 tháng 8 năm 2016 12:30 |

| Đức                   | 2–0      | Hàn Quốc |
| --------------------- | -------- | -------- |
| Krüger 55' · Hahn 59' | Chi tiết |          |

| Trọng tài: Michelle Joubert (Nam Phi) Kylie Seymour (Úc) |

| 10 tháng 8 năm 2016 18:00 |

| Trung Quốc | 0–1      | Hà Lan       |
| ---------- | -------- | ------------ |
|            | Chi tiết | Van Male 59' |

| Trọng tài: Kelly Hudson (New Zealand) Carolina de la Fuente (Argentina) |

| 11 tháng 8 năm 2016 17:00 |

| Đức         | 1–2      | Tây Ban Nha                |
| ----------- | -------- | -------------------------- |
| Schütze 21' | Chi tiết | Guinea 9' · Salvatella 11' |

| Trọng tài: Fanneke Alkemade (Hà Lan) Miao Lin (Trung Quốc) |

| 12 tháng 8 năm 2016 10:00 |

| Hàn Quốc | 0–0      | Trung Quốc |
| -------- | -------- | ---------- |
|          | Chi tiết |            |

| Trọng tài: Irene Presenqui (Argentina) Soledad Iparraguirre (Argentina) |

| 12 tháng 8 năm 2016 11:00 |

| New Zealand   | 1–1      | Hà Lan     |
| ------------- | -------- | ---------- |
| Whitelock 59' | Chi tiết | Paumen 28' |

| Trọng tài: Carolina de la Fuente (Argentina) Michelle Joubert (Nam Phi) |

| 13 tháng 8 năm 2016 12:30 |

| Hà Lan                     | 2–0      | Đức |
| -------------------------- | -------- | --- |
| De Waard 5' · Van Male 44' | Chi tiết |     |

| Trọng tài: Soledad Iparraguirre (Argentina) Melissa Trivic (Úc) |

| 13 tháng 8 năm 2016 17:00 |

| Hàn Quốc                           | 2–3      | Tây Ban Nha                            |
| ---------------------------------- | -------- | -------------------------------------- |
| Cheon Eun-Bi 18' · Kim Bo-Mi 55' · | Chi tiết | Garcia 39' · Riera 41' · Comerma 48' · |

| Trọng tài: Michelle Meister (Đức) Fanneke Alkemade (Hà Lan) |

| 13 tháng 8 năm 2016 20:30 |

| Trung Quốc | 0–3      | New Zealand                         |
| ---------- | -------- | ----------------------------------- |
|            | Chi tiết | Merry 21' · Flynn 41' · McLaren 42' |

| Trọng tài: Amy Baxter (Hoa Kỳ) Kylie Seymour (Úc) |

### Bảng B
| VT | Đội       | ST | T | H | B | BT | BB | HS  | Đ  | Giành quyền tham dự |
| -- | --------- | -- | - | - | - | -- | -- | --- | -- | ------------------- |
| 1  | Anh Quốc  | 5  | 5 | 0 | 0 | 12 | 4  | +8  | 15 | Tứ kết              |
| 2  | Hoa Kỳ    | 5  | 4 | 0 | 1 | 14 | 5  | +9  | 12 | Tứ kết              |
| 3  | Úc        | 5  | 3 | 0 | 2 | 11 | 5  | +6  | 9  | Tứ kết              |
| 4  | Argentina | 5  | 2 | 0 | 3 | 12 | 6  | +6  | 6  | Tứ kết              |
| 5  | Nhật Bản  | 5  | 0 | 1 | 4 | 3  | 16 | −13 | 1  |                     |
| 6  | Ấn Độ     | 5  | 0 | 1 | 4 | 3  | 19 | −16 | 1  |                     |

| 6 tháng 8 năm 2016 17:00 |

| Argentina  | 1–2      | Hoa Kỳ                         |
| ---------- | -------- | ------------------------------ |
| Merino 56' | Chi tiết | K. Reinprecht 35' · Kasold 50' |

| Trọng tài: Michelle Joubert (Nam Phi) Michelle Meister (Đức) |

| 6 tháng 8 năm 2016 20:30 |

| Anh Quốc                | 2–1      | Úc         |
| ----------------------- | -------- | ---------- |
| Owsley 26' · Danson 43' | Chi tiết | Morgan 33' |

| Trọng tài: Laurine Delforge (Bỉ) Irene Presenqui (Argentina) |

| 7 tháng 8 năm 2016 11:00 |

| Nhật Bản                      | 2–2      | Ấn Độ               |
| ----------------------------- | -------- | ------------------- |
| Nishikori 15' · Nakashima 28' | Chi tiết | Rani 31' · Minz 40' |

| Trọng tài: Kylie Seymour (Úc) Kelly Hudson (New Zealand) |

| 8 tháng 8 năm 2016 10:00 |

| Úc           | 1–2      | Hoa Kỳ                       |
| ------------ | -------- | ---------------------------- |
| Slattery 43' | Chi tiết | Vittese 25' · Van Sickle 41' |

| Trọng tài: Elena Eskina (Nga) Carolina de la Fuente (Argentina) |

| 8 tháng 8 năm 2016 18:00 |

| Ấn Độ | 0–3      | Anh Quốc                            |
| ----- | -------- | ----------------------------------- |
|       | Chi tiết | Ansley 25' · White 27' · Danson 33' |

| Trọng tài: Soma Chieko (Nhật Bản) Amy Baxter (Hoa Kỳ) |

| 8 tháng 8 năm 2016 20:30 |

| Argentina                                          | 4–0      | Nhật Bản |
| -------------------------------------------------- | -------- | -------- |
| Barrionuevo 13', 18' · Rebecchi 48' · Granatto 50' | Chi tiết |          |

| Trọng tài: Melissa Trivic (Úc) Laurine Delforge (Bỉ) |

| 10 tháng 8 năm 2016 11:00 |

| Ấn Độ        | 1–6      | Úc                                                                  |
| ------------ | -------- | ------------------------------------------------------------------- |
| Thokchom 60' | Chi tiết | Slattery 5' · Morgan 9' · Claxton 35' · Parker 36' · Kenny 43', 46' |

| Trọng tài: Soledad Iparraguiree (Argentina) Sarah Wilson (Anh Quốc) |

| 10 tháng 8 năm 2016 13:30 |

| Anh Quốc                                | 3–2      | Argentina         |
| --------------------------------------- | -------- | ----------------- |
| H. Richardson-Walsh 23', 25' · Bray 38' | Chi tiết | F. Habif 41', 42' |

| Trọng tài: Michelle Meister (Đức) Miao Lin (Trung Quốc) |

| 10 tháng 8 năm 2016 17:00 |

| Hoa Kỳ                                                             | 6–1      | Nhật Bản      |
| ------------------------------------------------------------------ | -------- | ------------- |
| Gonzalez 1' · O'Donnell 5', 52', 60' · Reinprecht 29' · Witmer 37' | Chi tiết | Nakashima 47' |

| Trọng tài: Amber Church (New Zealand) Fanneke Alkemade (Hà Lan) |

| 11 tháng 8 năm 2016 18:00 |

| Úc        | 1–0      | Argentina |
| --------- | -------- | --------- |
| Smith 33' | Chi tiết |           |

| Trọng tài: Laurine Delforge (Bỉ) Amy Baxter (Hoa Kỳ) |

| 11 tháng 8 năm 2016 19:30 |

| Hoa Kỳ                            | 3–0      | Ấn Độ |
| --------------------------------- | -------- | ----- |
| O'Donnell 14', 42' · Gonzalez 52' | Chi tiết |       |

| Trọng tài: Melissa Trivic (Úc) Soma Chieko (Nhật Bản) |

| 11 tháng 8 năm 2016 20:30 |

| Nhật Bản | 0–2      | Anh Quốc              |
| -------- | -------- | --------------------- |
|          | Chi tiết | Owsley 5' · White 55' |

| Trọng tài: Kylie Seymour (Úc) Elena Eskina (Nga) |

| 13 tháng 8 năm 2016 10:00 |

| Argentina                                                         | 5–0      | Ấn Độ |
| ----------------------------------------------------------------- | -------- | ----- |
| Cavallero 16', 29' · Granatto 23' · Rebecchi 26' · Albertario 27' | Chi tiết |       |

| Trọng tài: Soma Chieko (Nhật Bản) Sarah Wilson (Anh Quốc) |

| 13 tháng 8 năm 2016 18:00 |

| Anh Quốc              | 2–1      | Hoa Kỳ      |
| --------------------- | -------- | ----------- |
| Bray 53' · Danson 56' | Chi tiết | Vittese 39' |

| Trọng tài: Amber Church (New Zealand) Irene Presenqui (Argentina) |

| 13 tháng 8 năm 2016 19:30 |

| Úc                       | 2–0      | Nhật Bản |
| ------------------------ | -------- | -------- |
| Williams 17' · Smith 55' | Chi tiết |          |

| Trọng tài: Elena Eskina (Nga) Kelly Hudson (New Zealand) |

## Vòng đấu loại trực tiếp

### Sơ đồ
|  | Tứ kết      | Tứ kết         |              |       | Bán kết         | Bán kết         |  |  | Huy chương vàng | Huy chương vàng |
|  |             |                |              |       |                 |                 |  |  |                 |                 |
|  | 15 tháng 8  |                |              |       |                 |                 |  |  |                 |                 |
|  |             |                |              |       |                 |                 |  |  |                 |                 |
|  | Hà Lan      | 3              |              |       |                 |                 |  |  |                 |                 |
|  | Hà Lan      | 3              | 17 tháng 8   |       |                 |                 |  |  |                 |                 |
|  | Argentina   | 2              |              |       |                 |                 |  |  |                 |                 |
|  | Argentina   | 2              | Hà Lan (p.đ) | 1 (4) |                 |                 |  |  |                 |                 |
|  | 15 tháng 8  |                | Hà Lan (p.đ) | 1 (4) |                 |                 |  |  |                 |                 |
|  |             | Đức            | 1 (3)        |       |                 |                 |  |  |                 |                 |
|  | Hoa Kỳ      | Đức            | 1 (3)        | 1     |                 |                 |  |  |                 |                 |
|  | Hoa Kỳ      |                | 19 tháng 8   | 1     |                 |                 |  |  |                 |                 |
|  | Đức         | 2              |              |       |                 |                 |  |  |                 |                 |
|  | Đức         | 2              | Hà Lan       | 3 (0) |                 |                 |  |  |                 |                 |
|  | 15 tháng 8  |                | Hà Lan       | 3 (0) |                 |                 |  |  |                 |                 |
|  |             | Anh Quốc (p.đ) | 3 (2)        |       |                 |                 |  |  |                 |                 |
|  | New Zealand | Anh Quốc (p.đ) | 3 (2)        | 4     |                 |                 |  |  |                 |                 |
|  | New Zealand | 17 tháng 8     |              | 4     |                 |                 |  |  |                 |                 |
|  | Úc          | 2              |              |       |                 |                 |  |  |                 |                 |
|  | Úc          | 2              | New Zealand  | 0     |                 |                 |  |  |                 |                 |
|  | 15 tháng 8  |                | New Zealand  | 0     |                 |                 |  |  |                 |                 |
|  |             | Anh Quốc       | 3            |       | Huy chương đồng | Huy chương đồng |  |  |                 |                 |
|  | Anh Quốc    | Anh Quốc       | 3            | 3     | Huy chương đồng | Huy chương đồng |  |  |                 |                 |
|  | Anh Quốc    |                | 19 tháng 8   | 3     |                 |                 |  |  |                 |                 |
|  | Tây Ban Nha | 1              |              |       |                 |                 |  |  |                 |                 |
|  | Tây Ban Nha | 1              | Đức          | 2     |                 |                 |  |  |                 |                 |
|  |             |                |              |       |                 |                 |  |  |                 |                 |
|  | New Zealand | 1              |              |       |                 |                 |  |  |                 |                 |
|  | New Zealand | 1              |              |       |                 |                 |  |  |                 |                 |

### Tứ kết
| 15 tháng 8 năm 2016 10:00 |

| New Zealand                                    | 4–2      | Úc                |
| ---------------------------------------------- | -------- | ----------------- |
| McLaren 7' · Smith 24' · Flynn 39' · Merry 44' | Chi tiết | Slattery 33', 59' |

| Trọng tài: Irene Presenqui (Argentina) Sarah Wilson (Anh Quốc) |

| 15 tháng 8 năm 2016 12:30 |

| Hoa Kỳ        | 1–2      | Đức                  |
| ------------- | -------- | -------------------- |
| Falgowski 57' | Chi tiết | Mävers 8' · Hahn 14' |

| Trọng tài: Carolina de la Fuente (Argentina) Miao Lin (Trung Quốc) |

| 15 tháng 8 năm 2016 18:00 |

| Anh Quốc                                          | 3–1      | Tây Ban Nha |
| ------------------------------------------------- | -------- | ----------- |
| Twigg 8' · H. Richardson-Walsh 13' · Owsley 27' · | Chi tiết | Oliva 53'   |

| Trọng tài: Kelly Hudson (New Zealand) Melissa Trivic (Úc) |

| 15 tháng 8 năm 2016 20:30 |

| Hà Lan                               | 3–2      | Argentina                 |
| ------------------------------------ | -------- | ------------------------- |
| Welten 5' · Leurink 25' · Jonker 47' | Chi tiết | F. Habif 41' · Merino 53' |

| Trọng tài: Michelle Joubert (Nam Phi) Laurine Delforge (Bỉ) |

### Bán kết
| 17 tháng 8 năm 2016 12:00 |

| Hà Lan                                                  | 1–1      | Đức                                                                        |
| ------------------------------------------------------- | -------- | -------------------------------------------------------------------------- |
| Paumen 16'                                              | Chi tiết | Schütze 11'                                                                |
| Loạt luân lưu                                           |          |                                                                            |
| Bos · Hoog · Keetels · Van Geffen · Jonker · Bos · Hoog | 4–3      | Müller-Wieland · Mävers · Hahn · Teschke · Hauke · Müller-Wieland · Mävers |

| Trọng tài: Laurine Delforge (Bỉ) Soledad Iparraguiree (Argentina) |

| 17 tháng 8 năm 2016 17:00 |

| New Zealand | 0–3      | Anh Quốc                                  |
| ----------- | -------- | ----------------------------------------- |
|             | Chi tiết | Danson 22', 52' · H. Richardson-Walsh 48' |

| Trọng tài: Carolina de la Fuente (Argentina) Michelle Joubert (Nam Phi) |

### Huy chương đồng
| 19 tháng 8 năm 2016 12:00 |

| Đức                           | 2–1      | New Zealand |
| ----------------------------- | -------- | ----------- |
| Stapenhorst 34' · Schütze 38' | Chi tiết | Merry 45+'  |

| Trọng tài: Irene Presenqui (Argentina) Sarah Wilson (Anh Quốc) |

### Huy chương vàng
| 19 tháng 8 năm 2016 17:00 |

| Hà Lan                                  | 3–3      | Anh Quốc                                                             |
| --------------------------------------- | -------- | -------------------------------------------------------------------- |
| Van Male 16' · Paumen 25' · Leurink 37' | Chi tiết | Owsley 10' · Cullen 26' · White 52'                                  |
| Loạt luân lưu                           |          |                                                                      |
| Bos · Hoog · Leurink · Van Geffen       | 0–2      | H. Richardson-Walsh · Danson · H. Richardson-Walsh · Unsworth · Webb |

| Trọng tài: Michelle Joubert (Nam Phi) Laurine Delforge (Bỉ) |

## Xếp hạng chung cuộc
|                       | Anh Quốc    | 8 | 7 | 1 | 0 | 21 | 8  | +13 | 22 |
|                       | Hà Lan      | 8 | 5 | 3 | 0 | 20 | 7  | +13 | 18 |
|                       | Đức         | 8 | 4 | 2 | 2 | 11 | 9  | +2  | 14 |
| 4                     | New Zealand | 8 | 4 | 1 | 3 | 16 | 12 | +4  | 13 |
| Bị loại tại tứ kết    |             |   |   |   |   |    |    |     |    |
| 5                     | Hoa Kỳ      | 6 | 4 | 0 | 2 | 15 | 7  | +8  | 12 |
| 6                     | Úc          | 6 | 3 | 0 | 3 | 13 | 9  | +4  | 9  |
| 7                     | Argentina   | 6 | 2 | 0 | 4 | 14 | 9  | +5  | 6  |
| 8                     | Tây Ban Nha | 6 | 2 | 0 | 4 | 7  | 15 | −8  | 6  |
| Bị loại tại vòng bảng |             |   |   |   |   |    |    |     |    |
| 9                     | Trung Quốc  | 5 | 1 | 2 | 2 | 3  | 5  | −2  | 5  |
| 10                    | Nhật Bản    | 5 | 0 | 1 | 4 | 3  | 16 | −13 | 1  |
| 11                    | Hàn Quốc    | 5 | 0 | 1 | 4 | 3  | 13 | −10 | 1  |
| 12                    | Ấn Độ       | 5 | 0 | 1 | 4 | 3  | 19 | −16 | 1  |